# Кванджу-Сонджон (станция метро)
«Кванджу-Сонджон» (кор. 광주송정) — станция метрополитена Кванджу на Первой линии. Переход на железнодорожные линии Кёнджон, Хонам и высокоскоростную железнодорожную линию Хонам.
Представлена двумя боковыми платформами. Станция обслуживается Корпорацией скоростного транспорта города-метрополии Кванджу.
Расположена в квартале Сонджондон административного района Квансан города-метрополии Кванджу (Республика Корея).
Станция была открыта 19 июля 2008 года. На станции установлены платформенные раздвижные двери.